# John Knittel
John Knittel, ursprungligen Hermann Emanuel Knittel, född den 24 mars 1891 i Dharwar i Indien, död den 26 april 1970 i Maienfeld i Graubünden i Schweiz, var en schweizisk författare.

## Biografi
Knittel var son till ett tyskt missionärspar som arbetade i Indien. År 1895 flyttade familjen till Schweiz och bosatte sig i Basel. Där gjorde han sin skolgång och blev så småningom lärling i en bomullstextilfabrik ägd av hans farbror.
År 1908 flyttade han till London och började arbeta vid banken Crédit Lyonnais och senare som biografmaskinist. Ett möte med den engelske författaren Robert Smythe Hichens år 1917 blev början på hans karriär som författare. Denne noterade Knittels talang och uppmanade honom att skriva på engelska. År 1919 kom hans första roman The Travels of Aaron West, som blev en kommersiell framgång, och han blev medlem i engelska PEN-klubben.
Knittel bosatte sig 1921 åter i Schweiz och gjorde därifrån flera resor till Egypten, Algeriet och Tunisien där han stödde projekt för att förbättra levnadsvillkoren för fattiga människor. Det osäkra världspolitiska läget tvingade honom 1938 att återvända till Europa och han bosatte sig då i Graubünden.
Efter början av andra världskriget sökte han upp propagandaminister Joseph Goebbels och med hjälp av Hans Carossa blev han medlem av Europäische Schriftsteller-Vereinigung (Europeiska Författarförbundet). Han fördömdes då av sina schweiziska kolleger som en ”vän av nazisterna” (Nazifreund) och uteslöts ur Schweizer Schriftsteller Verband.

### Romaner och noveller
- The Travels of Aaron West, roman, 1919  ( Die Reisen des Aaron West / Kapitän West, 1922)
- A Traveller in the night, roman, 1924 (Der Weg durch die Nacht, 1926)
- Into the abyss, roman, 1927 (Thérèse Etienne, 1927)
- Nile Gold, roman, 1929 (Der blaue Basalt, 1929)
- Midnight People, roman, 1930 (Abd-el-Kader, 1930)
- Cyprus Wine, 1933 (ingen tysk översättning)
- The Commander, roman, 1933 (Der Commandant, 1933)
- Via Mala, roman, 1934 (Via Mala, 1934)
- Dr. Ibrahim, roman, 1935 (El Hakim, 1936)
- The asp and other stories, noveller, 1936 (Die Aspis-Schlange und andere Erzählungen, 1942)
- Power for sale, roman, 1939 (Amadeus, 1939)
- Terra Magna, roman, 1948
- Jean-Michel, roman, 1953
- Arietta, roman, 1957 (Arietta. Marokkanische Episode, 1959)

### Teaterstycken
- The Torch, drama, 1922
- High Finance, drama, 1934
- Protektorat. A Folkdrama from our ancient times, 1935 (dramatisering av Abd-el-Kader)
- Via Mala, drama, 1937
- Sokrates, drama, 1941
- La Rochelle, drama, 1943/44
- Thérèse Etienne, drama, 1950

## Filmografi
- Het verborgen leven (Nederländerna, Storbritannien, 1920), regisserad av Maurits Binger och B.E. Doxat-Pratt
- Der Weg durch die Nacht (Tyskland, 1929), regisserad av Robert Dinesen, med Margita Alfvén, Friedrich Ettel med flera
- Se abre el abismo (Argentina, 1944), regisserad av Pierre Chenal, med Pablo Acciardi med flera
- Via Mala (Tyskland, 1944/48), Josef von Báky, med Karin Hardt, Carl Wery, regisserad av Albert Florath, Hilde Körber med flera
- El Hakim (Västtyskland, 1957), regisserad av Rolf Thiele, med O. W. Fischer, Michael Ande, Nadja Tiller, Charles Régnier med flera
- Thérèse Etienne (Frankrike, 1958) regisserad av Denys de La Patellière, med James Robertson Justice, Françoise Arnoul med flera
- Via Mala (Västtyskland, 1961), regisserad av Paul May, med Gert Fröbe, Christine Kaufmann, Christian Wolff med flera
- Via Mala (Västtyskland, TV 1985), regisserad av Tom Toelle, med Mario Adorf, Maruschka Detmers, Sissy Höfferer med flera